# Domart-sur-la-Luce
Domart-sur-la-Luce är en kommun i departementet Somme i regionen Hauts-de-France i norra Frankrike. Kommunen ligger i kantonen Moreuil som tillhör arrondissementet Montdidier. År 2022 hade Domart-sur-la-Luce 404 invånare.

## Befolkningsutveckling
Antalet invånare i kommunen Domart-sur-la-Luce
| Referens: INSEE |